# 小行星42355
小行星42355（42355 Typhon），又稱颱神星，是一個離散盤天體，於2002年2月5日由近地小行星追蹤計畫發現。它的直徑為162±7 km，以希臘神話中的風暴巨人堤豐命名。
颱神星是第一個已知的雙半人馬小行星，根據其延伸定義，半人馬小行星是指在非共振（不穩定）軌道上的天體，其近日點位於海王星軌道內。

## 物理性質
颱神星屬於BR分類，表面為藍色。它的B-R等級為1.274。
根據傳統的等級-直徑換算，天體直徑為162公里，反照率為0.044，等級為7.5。麥克·布朗給出的直徑為192公里，等級為7.5。由於它的體積很小，不太可能被歸類為矮行星。截至2021年為止，還沒有分析過它的旋轉光變曲線。該天體的自轉週期、極點和實際形狀仍然未知。

## 衛星
2006年發現了一顆大衛星，被命名為颱衛一（Echidna），取自堤豐的畸形配偶艾奇德娜。它繞颱神星的軌道約1300公里，約11天完成一個軌道。它的直徑估計為89±6 km。

## 外部連結
- NASA JPL小天體瀏覽器上的小行星42355